# Kanton Troyes-6
Kanton Troyes-6 (fr. Canton de Troyes-6) byl francouzský kanton v departementu Aube v regionu Champagne-Ardenne. Tvořily ho čtyři obce.

## Obce kantonu
- Laines-aux-Bois
- Saint-André-les-Vergers
- Saint-Germain
- Troyes (část)